# Альма Шин
Альма Шин (псевдоним Ларисы Берни-Шехтман; род. 1939) — переводчица

 художественной литературы с идиш на русский язык.
Родилась в семье еврейского писателя Эли Шехтмана и еврейской актрисы Шейндл Магазинн в 1939 году в Киеве. Окончила физико-математический факультет Житомирского пединститута  и аспирантуру ИТЭФ в Москве. B 1973 году репатриировалась в Израиль.
Литературным переводом начала заниматься в 1996 году. Перевела на русский язык все произведения Эли Шехтмана.
В 2010 году опубликовала подборку (за период с 2003 (Фуга смерти) по 2010 (Псалом)) переводов (с немецкого языка) стихотворений Поля (Пауля) Целана.
В 2013 году опубликовала автобиографию (с идиша) и подборку стихотворений Нафтоле-Герц Кона.

## Основные переводы
- 2000 г. — сборник новелл Эли Шехтмана «Сонаты» (198 стр.)
- 2001 г. — автобиографический роман Эли Шехтмана «Кольца на душе» (книги 1&2) (445 стр.)
- 2005 г. — эпический роман Эли Шехтмана «Эрев» (1178 стр.)
- 2008 г. — роман Эли Шехтмана «Последний закат» (401 стр.)
- 2012 г. — роман Эли Шехтмана «Вспахать бездну» — продолжение романа «Кольца на душе» (книги 3&4) (332 стр.)

## Галерея
- Название:     Последний Закат 
Автор:     Эли Шехтман
Год издания:     2008
Переводчик:   Альма Шин
ISBN 965-90910-0-1
- Название:     ЭРЕВ том 1 и 2 
Автор:     Эли Шехтман
Год издания:     2005
Переводчик:   Альма Шин
ISBN 965-90910-0-1
- Название:     Сонаты  
Автор:     Эли Шехтман
Год издания:     2000
Переводчик:   Альма Шин
ISBN 972-3-6832853
- Название:     Кольца на душе и Вспахать бездну 
Автор:     Эли Шехтман
Год издания:     2001,2008 
Переводчик:   Альма Шин
ISBN 972-3-6832853

## Дополнительные ссылки
- Заметки/Старина
- MZ Архивная копия от 10 февраля 2006 на Wayback Machine
- Кольца на душе, Том 1,Книга 1, все главы (читает Альма Шин) on YouTube
- Кольца на душе, Том 1,Книга 2, все гдавы (читает Альма Шин)  on YouTube
- Зимняя соната (читает Альма Шин) on soundcloud
- Читать/скачать книги Эли Шехтмана в переводе Альмы Шин